# Hughes TH-55 Osage
Hughes TH-55 Osage (označením výrobce Model 269) byl lehký víceúčelový a cvičný vrtulník s pístovým motorem, vyráběný firmou Hughes. Po roce 1983 ve výrobě typu pokračovala společnost Schweizer, která uvedla na trh upravenou variantu 300C. Celkem vzniklo přes 2 800 kusů stroje, čímž se typ řadí mezi nejvíce vyráběné vrtulníky historie.

## Vznik a vývoj
V roce 1955 letecké oddělení společnosti Hughes Tool Company (později Hughes Helicopters) dospělo k přesvědčení, že existuje poptávka po lehkém a laciném dvoumístném vrtulníku, a v září začalo se stavbou typu 269, který poprvé vzlétl v říjnu 1956. Stroj měl třílistý kloubový nosný rotor a dvoulistý vyrovnávací. Ovládání bylo přímé, bez použití hydraulických převodů či posilovačů. Typ mohl být vybaven dvojím řízením.
V roce 1960 bylo původní provedení ve výrobě nahrazeno mírně modifikovanou verzí 269A u níž byla původní příhradová konstrukce nesoucí ocasní rotor nahrazena jednodušším trubkovým nosníkem.

## Operační historie

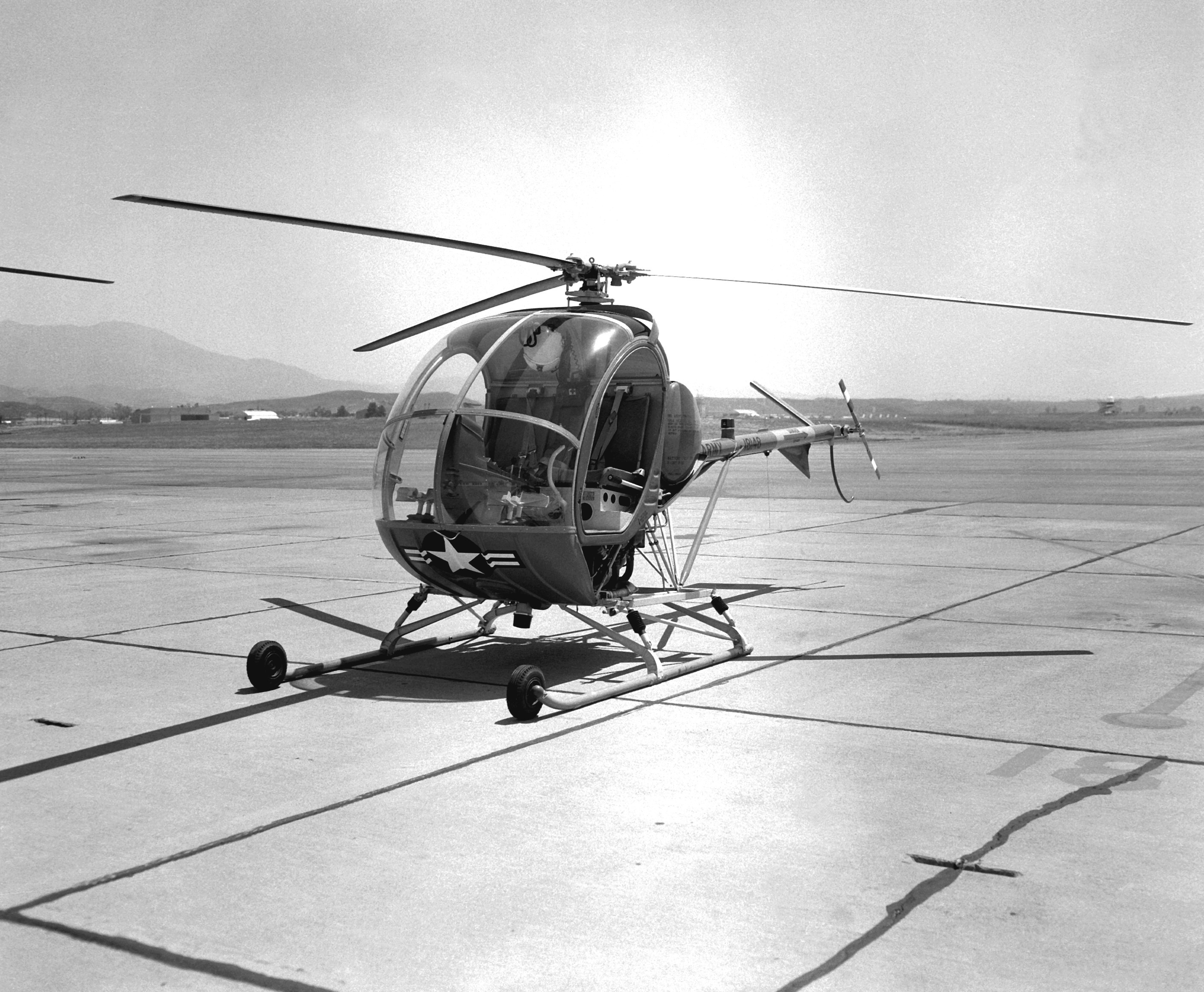
Armádní TH-55A Osage na letišti.

Sériová výroba modelu 269 byla zahájena v roce 1957, a firma Hughes s ním získala významný podíl na civilním trhu malých vrtulníků. Byl používán například jako zemědělský, cvičný a policejní. V roce 1963 činila produkce 20 kusů měsíčně.
Již v roce 1958 zakoupila pět strojů Hughes 269 americká armáda, která je pod označením YHO-2 zkoušela v roli pozorovacího vrtulníku, který by nahradil stárnoucí typy OH-13 Sioux a OH-23 Raven. Typ v testech vyhověl, ale další objednávce zabránila rozpočtová omezení.:s.153 V roce 1964 se situace změnila a model 269A byl armádou vybrán jako standardní vrtulník pro základní pilotní výcvik pod označením TH-55A Osage.
Armáda USA do roku 1969 odebrala celkem 792 kusů, z nichž poslední u ní sloužily až do června 1988,:s.153 kdy byly v roli cvičného stroje vystřídány typem UH-1 Huey. Na TH-55 do té doby podstoupilo výcvik na 60 000 armádních pilotů vrtulníků.:s.148

## Uživatelé
- Alžírsko
  - Alžírské letectvo[5]
- Brazílie
  - Brazilské námořní letectvo[5]
- Indie
  - Indické námořní letectvo[6]
- Honduras
  - Honduraské letectvo[7]
- Kolumbie
  - Kolumbijské letectvo[5]
- Kostarika

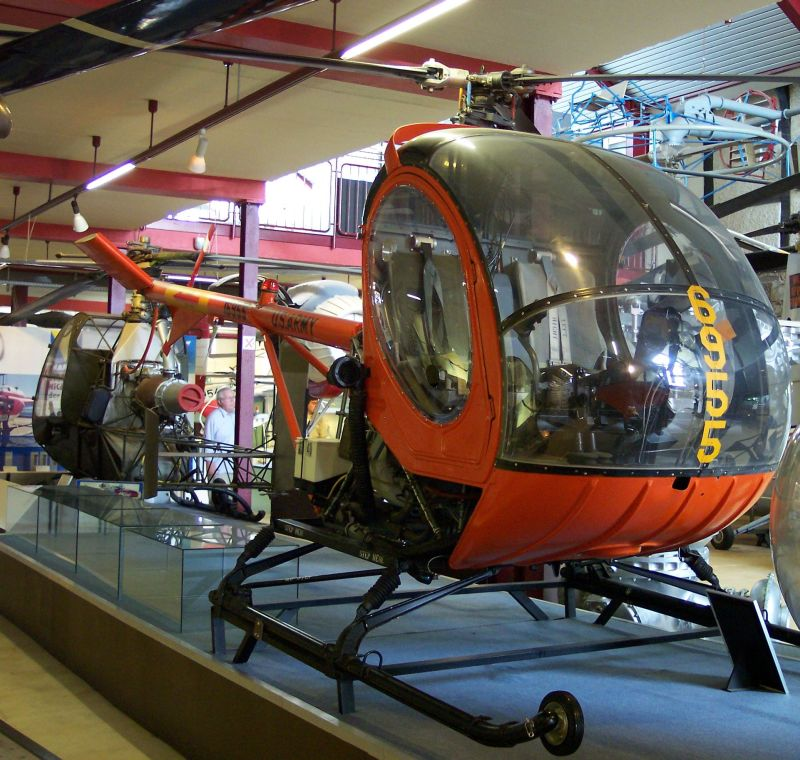
TH-55 vystavený v německém Hubschraubermuseum Bückeburg

  - Kostarické ministerstvo veřejné bezpečnosti[6]
- Japonsko
  - Japonské pozemní síly sebeobrany[6]
- Sierra Leone
  - Letectvo Sierry Leone[6]
- Spojené státy americké
  - United States Army Aviation[3]:s.153
- Španělsko
  - Španělské letectvo[6]
- Švédsko
  - Švédská armáda[5]
- Thajsko
  - Královská thajská armáda[6]

## Specifikace (TH-55A)

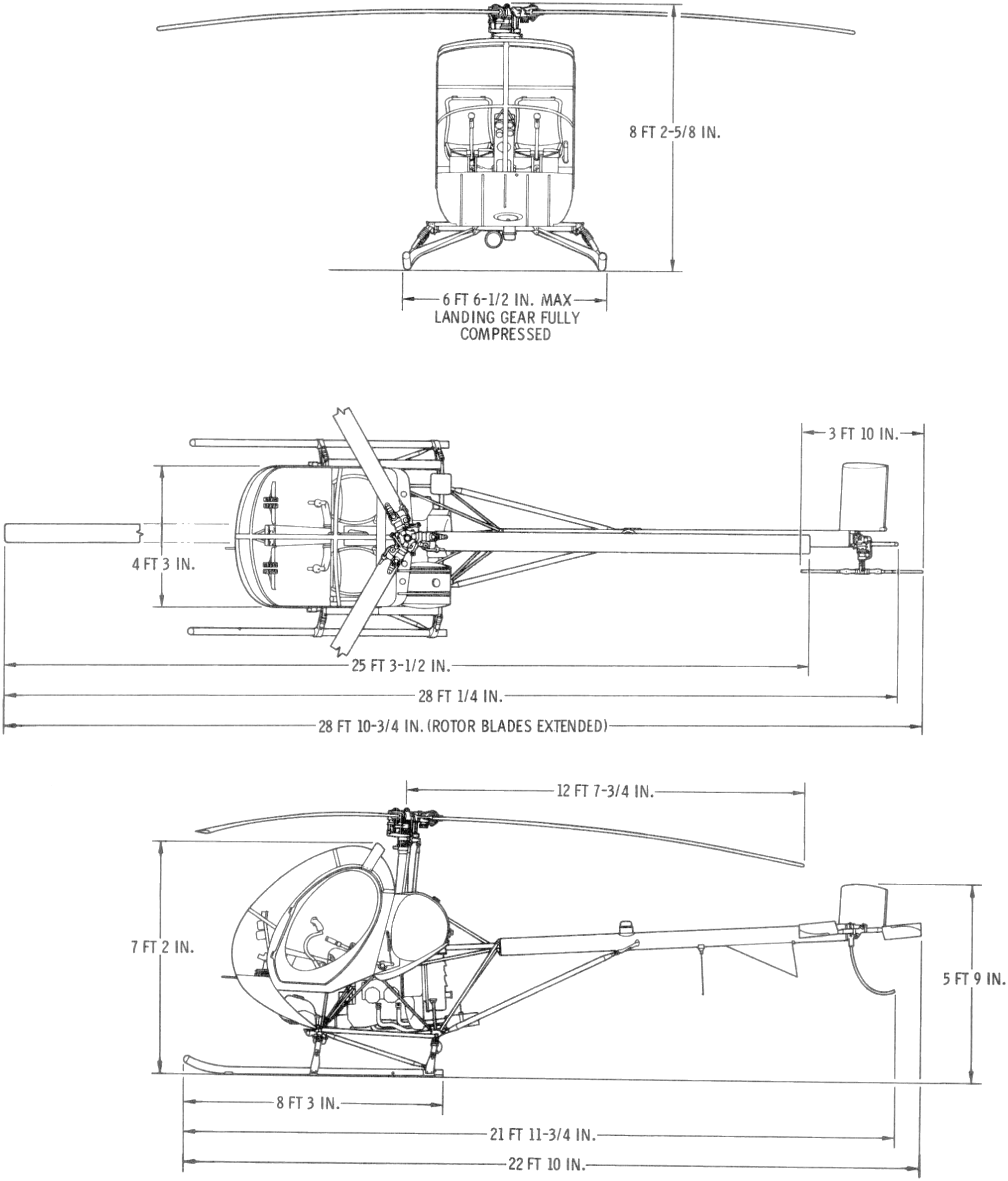
Třípohledový nákres TH-55

Údaje podle:s.153

### Technické údaje
- Osádka: 1 (pilot)
- Kapacita: 1 cestující nebo pilotní žák
- Délka trupu: 6,8 m (22 stop a 4 palců)
- Průměr nosného rotoru: 7,7 m (25 stop a 3,5 palce)
- Průměr ocasního rotoru: 1,01 m (3 stopy a 4 palce)
- Výška: 2,51 m (8 stop a 3 palce)
- Prázdná hmotnost: 457,22 kg (1 008 liber)
- Vzletová hmotnost: 839,14 kg (1 850 lb)
- Pohonná jednotka: 1 × vzduchem chlazený šestiválcový plochý motor Lycoming HIO-360-B1A
- Výkon pohonné jednotky: 134,2 kW (180 hp)

### Výkony
- Maximální rychlost: 138,4 km/h (86 mph)
- Cestovní rychlost: 106,2 km/h (66 mph)
- Dolet: 328,3 km (204 mil)
- Praktický dostup: 3 505,2 m (11 500 stop)